# Emil Lederer
Emil Lederer (22. červenec 1882 Plzeň – 29. květen 1939 New York) byl český, německý a americký ekonom a sociolog.

## Životopis
Narodil se v židovské rodině v Plzni. Vystudoval práva a národohospodářství na Vídeňské univerzitě. Doktorát si udělal na Univerzitě v Mnichově (1911), habilitoval na univerzitě v Heidelbergu (1912). Na této univerzitě se roku 1920 stal řádným profesorem. V letech 1923-1925 byl hostujícím profesorem na Tokijské univerzitě. V roce 1931 nastoupil na Humboldtovu univerzitu v Berlíně. Roku 1933, po nástupu nacistů, odtud byl však vyhozen, jednak jako Žid, a jednak jako člen sociálnědemokratické strany (od 1925). Odešel do Londýna a brzy do Spojených států. Zde nastoupil do New School for Social Research v New Yorku, při níž vznikla proslulá "univerzita v exilu", neboť zde našlo uplatnění mnoho uprchlíků z Německa. Lederer se stal dokonce děkanem školy, tento post zastával až do smrti v roce 1939.
Jeho ekonomické názory byly silně ovlivněny jeho spolužákem a přítelem Josephem Schumpeterem, rovněž českým rodákem. Byl ovšem ovlivněn i Marxem či Maxem Weberem, s nímž osobně spolupracoval. Věnoval se problematice monopolů a představil i málo optimistický pohled na technický pokrok, při čemž definoval tzv. teorém o stagnaci. Již před první světovou válkou jako jeden z prvních sociálních vědců začal analyzovat téma střední třídy. Studoval též problém nezaměstnanosti a hospodářských cyklů. V závěru života se věnoval též tématu totalitarismu, jemuž věnoval svou poslední práci Masový stát, kterou psal již v angličtině. Je pravděpodobné, že tato kniha později silně ovlivnila Hanah Arendtovou, ačkoli to ona sama nepřiznávala.

## Hlavní díla
- Die Veränderungen im Klassenaufbau während des Krieges, 1918
- Die Soziologie der Gewalt, 1919
- Grundzüge der ökonomischen Theorie, 1922
- Aufriss der ökonomischen Theorie, 1931
- Technischer Fortschritt und Arbeitslosigkeit, 1931
- The state of the masses, 1939